# Anything goes (Schlagwort)
Anything goes (deutsch: „Mach, was du willst“) ist ein wissenschaftstheoretisches Schlagwort, das der österreichische Philosoph Paul Feyerabend in seinen beiden Werken Wider den Methodenzwang (Against Method, 1975) und Erkenntnis für freie Menschen (Science in a Free Society, 1978) geprägt hat. Es enthält ironisch überspitzt den Kern eines seiner Hauptargumente in beiden Büchern, das sich gegen die aus dem Wiener Kreis, dem Logischen Positivismus und dem Kritischen Rationalismus stammenden Wissenschafts- und Erkenntnistheorien wendet. Feyerabends Schlagwort wurde als Anspielung auf das gleichnamige Musical und das darin gesungene Lied Anything Goes von Cole Porter (UA 1934) gedeutet.

## Bedeutung
Anything goes ist nach Feyerabend die für einen Rationalisten einzig mögliche allgemeine Beschreibung des historischen Verlaufs wissenschaftlicher Forschung: In der Geschichte wurde immer wieder gegen bis dato geltende Regeln und Maßstäbe der Wissenschaften verstoßen. Dennoch bzw. gerade dadurch wurden die Wissenschaften vorangebracht (als prominentes Beispiel hierfür nennt Feyerabend Galileo Galilei), daher gebe es außer anything goes schlicht keine rationale und allgemeine sowie jederzeit gültige Regel, was in der Wissenschaft erlaubt oder geboten sei, für die man garantieren könnte, dass sie den wissenschaftlichen Fortschritt unmöglich behindern könnte. Feyerabend wollte mit anything goes ausdrücken, dass eine Methodologie mit Anspruch auf universelle Gültigkeit in Bezug auf die tatsächliche Wissenschaftsgeschichte zwingend inhaltsleer und nutzlos sei.

## Entstehungskontext
Im wissenschaftstheoretischen Kontext hatte anything goes seinen Ursprung innerhalb einer u. a. von Feyerabend und Imre Lakatos geführten Debatte. In seinem 1969 für den 1970 erschienenen Sammelband Criticism and the Growth of Knowledge eingereichten Aufsatz „Falsification and the Methodology of Scientific Research Programmes“ verwendet Lakatos die Phrase an zwei Stellen: Anything goes sei die Attitüde eines skeptischen Fallibilismus, der sich durch die verzweifelte Aufgabe aller intellektuellen Standards und daher auch der Idee wissenschaftlichen Fortschritts auszeichne. Außerdem stellte er anything goes als mögliche Charakterisierung seiner eigenen Methodologie durch den Leser dar, die – Lakatos zufolge aber nur scheinbar – auf radikalen Skeptizismus und darauf hinauslaufe, dass Forschungsprogramme selbst durch entscheidende Experimente nicht zu Fall gebracht werden könnten.
Feyerabend stellte in seinem Aufsatz „Consolations for the Specialist“ (erschienen im selben Sammelband wie Lakatos' Aufsatz) fest, dass die von Lakatos aufgeweichte wissenschaftliche Methode bloßer Zierrat sei, der vergessen ließe, dass anything goes de facto bereits angenommen wurde.

## Kritik
Gegner und Kritiker von Feyerabends Philosophie haben anything goes oft dahingehend interpretiert, Feyerabend habe anything goes als Methodologie oder Prinzip der Wahrheitsfindung empfohlen. So stellte z. B. Alan Musgrave fest, Feyerabends Konklusion laute, dass es gar keine Regeln geben sollte. Ernest Gellner warf in seiner Rezension von Against Method Feyerabend vor, dieser habe in einem Zirkelschluss mit dem von ihm empfohlenen Prinzip anything goes Kasperei („clowning“) zur einzig erlaubten Strategie und richtigen Methode erklärt.
In der Folge wurde Feyerabend immer wieder vorgeworfen, das ideologische Rüstzeug für anti-wissenschaftliche Theorien bereitgestellt zu haben, deren Prinzip anything goes sei.
Gegen die Argumentation Feyerabends, die zum anything goes führt, wandte Wolfgang Stegmüller ein, dass normative Methodologien aufgrund historischer Fallbeispiele allein nicht widerlegt werden könnten, da diese gar nicht beanspruchten, die historische Entwicklung zu beschreiben. Außerdem sei der Schluss von der Aussage, dass alle bisherigen methodischen Regeln mit der Wissenschaftsgeschichte kollidieren, darauf, dass auch alle zukünftig neu entwickelten Methodologien nicht mit der Wissenschaftsgeschichte vereinbar seien, ein ungültiger Induktionsschluss.
Weitere Kritik an Feyerabend lautet, dass seine Argumentation an vielen Stellen mangelnde Präzision habe und viele Schlüsselbegriffe vage blieben, eine Grundlage des Logischen Empirismus bzw. der heutigen Analytischen Philosophie aber genau eine möglichst exakte Formulierung sei. Insofern sei sein Anspruch, alle möglichen Rationalitätstheorien innerhalb der Analytischen Philosophie von innen, also auf der Basis ihrer eigenen Voraussetzungen, ad absurdum zu führen und zu zeigen, dass anything goes zwangsläufig folge, fragwürdig.

## Feyerabends Replik
Mit der oben genannten Art der Interpretation seiner Argumentation in Wider den Methodenzwang setzte sich Feyerabend selbst ausführlich in Erkenntnis für freie Menschen auseinander, wo er diesem Thema zwei ganze Kapitel („›Anything goes‹“ und „Sonntagsleser, Analphabeten und Propagandisten“) widmet. Feyerabend stellte hierin fest, dass es ihm mit anything goes keineswegs um die Aufstellung, Empfehlung oder Verteidigung einer Methodologie, sondern vielmehr um die Beschreibung des rationalistischen Ideals von Methodologie ginge:

„›Anything goes‹ ist nicht das eine und einzige ›Prinzip‹ einer neuen von mir empfohlenen Methodologie. Ich empfehle keine ›Methodologie‹, ganz im Gegenteil, ich betone, daß die Erfindung, Überprüfung, Anwendung methodologischer Regeln und Maßstäbe die Sache der konkreten wissenschaftlichen Forschung und nicht des philosophischen Träumens ist. Philosophen haben in der Methodologie nichts zu suchen, außer sie nehmen an der wissenschaftlichen Forschung selbst teil. ›Anything goes‹ ist die Weise, in der traditionelle Rationalisten, die an universelle Maßstäbe und Regeln der Vernunft glauben, meine Darstellung von Traditionen, ihrer Wechselwirkung und ihrer Änderung werden beschreiben müssen. Für sie ist das Bild der Wissenschaften, das aus der historischen Forschung hervorgeht und ihre ›Rekonstruktionen‹ ersetzt, in der Tat ohne Regel, ohne Vernunft und alles, was sie angesichts dieses Bildes sagen können, ist: anything goes.“

Rezensenten von Wider den Methodenzwang, denen Feyerabend in Erkenntnis für freie Menschen diese Fehlinterpretation vorwirft, sind u. a. Hans Küng, Arne Næss und Helmut F. Spinner. Gellners Einwand, anything goes empfehle Chaos und Willkür, entgegnete Feyerabend, die mit dem Slogan einhergehende Ablehnung von Regeln, Standards und Argumenten beziehe sich nur auf solche, die allgemein und in ihrer Anwendung situationsunabhängig seien, da eine Methodologie mit solchen Regeln so lächerlich wäre wie die Vorstellung eines Messinstruments, das jegliche Größe unter allen Umständen messen könnte.